# Exocentrus tessellatus
Exocentrus tessellatus là một loài bọ cánh cứng trong họ Cerambycidae.